# Partido Baaz Árabe Socialista (Argelia)
El Partido Baaz Árabe Socialista (Árabe: حزب البعث العربي الاشتراكي في الجزائر Hizb Al-Ba'ath Al-Arabi Al-Ishtiraki fi Alŷeza'ir; Francés Parti Baath Arabe Socialiste d'Algérie) oficialmente la Rama Regional Argelina, es un partido político en Argelia. Es la rama regional argelina del Partido Baaz Árabe Socialista de Irak. Su presidente es Ahmed Choutri.
El partido está actualmente prohibido, y Choutri se vio obligado a huir a Irak durante la década de 1990 debido a la represión gubernamental contra el movimiento argelino Baath. El partido simpatizó con la insurgencia baathista iraquí y apoyó a Izzat Ibrahim Al-Douri, líder de la rama iraquí. Después de su regreso a Argelia en 2003, Choutri escribió La fe baathista del Presidente Saddam.